# Кузнецов, Константин Григорьевич
Константин Григорьевич Кузнецов (1909—1994) — капитан Советской Армии, участник Великой Отечественной войны, Герой Советского Союза (1940).

## Биография
Константин Кузнецов родился 5 марта 1909 года в городе Балаково (ныне — Саратовская область). Окончил начальную школу. В 1931—1934 годах проходил службу в Рабоче-крестьянской Красной Армии. В 1940 году Кузнецов повторно был призван в армию. В том же году он окончил курсы младших лейтенантов. Участвовал в боях советско-финской войны, будучи командиром пулемётного расчёта 15-го стрелкового полка 49-й стрелковой дивизии.
17 февраля 1940 года во время штурма финского дота в районе озера Муоланьярви Кузнецов, скрытно выдвинувшись вперёд, огнём своего пулемёта подавил пулемётное гнездо противника, что способствовало успешному захвату дота. Во время штурма высоты Груша 22 февраля 1940 года Кузнецов вновь в критический момент боя выдвинул вперёд и уничтожил несколько огневых точек противника, прижавших своим огнём советскую пехоту к земле. Вечером того же дня Кузнецов отразил финскую атаку, угрожавшую уничтожением взвода. 25 февраля 1940 года в бою расчёт Кузнецова уничтожил 26 финских солдат и захватил в плен 1 офицера. Кузнецов лично выслеживал снайперов-«кукушек» и уничтожал их. Позднее он был выдвинут на должность командира взвода.
Указом Президиума Верховного Совета СССР от 7 апреля 1940 года младший командир Константин Кузнецов был удостоен высокого звания Героя Советского Союза с вручением ордена Ленина и медали «Золотая Звезда» за номером 402.
Участвовал в боях Великой Отечественной войны. Окончил курсы «Выстрел». В 1946 году в звании капитана Кузнецов был уволен в запас. Проживал и работал в родном городе. Умер 19 октября 1994 года, похоронен на Старом городском кладбище Балаково.
Был также награждён орденами Отечественной войны 1-й и 2-й степеней, рядом медалей.